# Lode Poels
Lode Poels (* 23. Juli 1920 in Merksplas; † 27. Mai 2012 in Beerse) war ein belgischer Radrennfahrer.

## Sportliche Laufbahn
Poels war im Straßenradsport und im Querfeldeinrennen (heutige Bezeichnung Cyclocross) aktiv. Von 1943 bis 1952 war er Unabhängiger und Berufsfahrer. Er gewann die Eintagesrennen Antwerpen–Gent–Antwerpen 1944, Paris–Brüssel 1948 sowie Etappen in der Belgien-Rundfahrt 1946 und in der Niederlande-Rundfahrt 1948. Dazu kamen einige Siege in belgischen Kriterien. Zweiter wurde er im Scheldeprijs und im Omloop van Oost-Vlaanderen 1950. Dritter wurde er im Grand Prix de Wallonie 1944. 
Im Querfeldeinrennen kam Poels in der nationalen Meisterschaft 1942 auf den zweiten Platz hinter Eugeen Jacobs. 1944 wurde er Vizemeister hinter Frans Van Hellemont.